# Jardín Botánico Nacional de Zimbabue
El Jardín Botánico Nacional de Zimbabue, en inglés : National Botanic Garden of Zimbabwe, es un jardín botánico de unos 7 km² de extensión en Harare, Zimbabue. 
Su código de reconocimiento internacional como institución botánica, así como las siglas de su herbario es SRGH.

## Localización
Se ubica a unos 4 km al norte del centro de la ciudad de Harare en el suburbio de "Alexandra Park". 
National Botanic Garden of Zimbabwe P.O. Box 8100, Causeway, Harare, Zimbabue
Planos y vistas satelitales17°48′6″S 31°03′03″E / -17.80167, 31.05083.
Está abierto a diario al público sin cargo.

## Historia
Inicialmente fue un área recreacional creada en 1902.
Alcanzó el rango de "National Botanic Gardens" en el año 1962 bajo la dirección del Dr. Hyram Wilder.
Alberga el "National Herbarium of Zimbabwe". 

## Colecciones
Con aproximadamente el 95 % de los taxones que se encuentran en el jardín botánico son nativos de Zimbabue, con más de 750 especies de los bosques de Zimbabue.
Entre las colecciones de plantas que aquí se albergan son de destacar:
- Plantas leñosas de la flora de Zimbabue y áreas adyacentes,
- Representantes de la familia Combretaceae en África, que incluye especies raras y en peligro.
- Colección de Acacias,
- Colección de Ficus,
- Brachystegia y Commiphora, géneros con origen en Gondwana.
- Casa del Desierto, que alberga unas 240 especies de zonas áridas de Suramérica, India, Australia.
- Herbario

## Actividades
El jardín botánico de Zimbabue está actualmente comprometido en tres grandes proyectos :
- SABONET, siglas en inglés del Southern African Botanical Diversity Network (SABONET), proyecto de conservación de la naturaleza y formación de profesionales botánicos, que agrupa a 10 instituciones botánicas del cono sur de África.
- SECOSUD, agrupación que persigue como fin la conservación de la biodiversidad de la región dentro de un desarrollo sostenible.
- Un programa de conservación de la Ecorregión de Miombo.